# Hanžeković Memorial 2017
Il Hanžeković Memorial 2017 è stato la 65ª edizione dell'annuale meeting di atletica leggera; le competizioni hanno avuto luogo allo Stadion SRC Mladost di Zagabria, il 28 e il 29 agosto 2017. Il meeting è stato l'ultima tappa del circuito IAAF World Challenge 2017.

## Risultati[1]

### Uomini
| Specialità       | 1º classificato   | Prestazione | 2º classificato   | Prestazione | 3º classificato | Prestazione |
| 100 m            | Yohan Blake       | 10"05       | Michael Rodgers   | 10"14       | Asafa Powell    | 10"16       |
| 400 m            | Gil Roberts       | 44"94       | Isaac Makwala     | 45"29       | Vernon Norwood  | 45"47       |
| 3000 m           | Selemon Barega    | 7'38"90     | Davis Kiplangat   | 7'39"97     | Mohammed Ahmed  | 7'40"49     |
| 110 m ostacoli   | Sergey Shubenkov  | 13"12       | Devon Allen       | 13"19       | Balázs Baji     | 13"46       |
| 400 m ostacoli   | Abderrahman Samba | 48"70       | Kyron McMaster    | 49"49       | L.J. Van Zyl    | 49"69       |
| Salto con l'asta | Sam Kendricks     | 5.60 m      | Karsten Dilla     | 5.40 m      | Ben Broeders    | 5.40 m      |
| Salto in lungo   | Aleksandr Men'kov | 7.98 m      | Michael Hartfield | 7.93 m      | Lazar Anic      | 7.70 m      |
| Getto del peso   | Tomas Walsh       | 21.50 m     | Damien Birkinhead | 21.35 m     | Michał Haratyk  | 21.34 m     |

### Donne
| Specialità             | 1º classificato   | Prestazione | 2º classificato      | Prestazione | 3º classificato      | Prestazione |
| 100 m                  | Blessing Okagbare | 11"14       | Dina Asher-Smith     | 11"23       | Michelle-Lee Ahye    | 11"26       |
| 800 m                  | Ajeé Wilson       | 1'57"72     | Winny Chebet         | 1'58"13     | Lynsey Sharp         | 1'58"35     |
| 3000 m siepi           | Norah Jeruto      | 9'04"56     | Daisy Jepkemei       | 9'19"68     | Joan Chepkemoi       | 9'20"22     |
| 100 m ostacoli         | Christina Clemons | 12"66       | Dawn Harper-Nelson   | 12"84       | Kristi Castlin       | 12"86       |
| Salto in alto          | Kamila Lićwinko   | 1.96 m      | Irina Gordeyeva      | 1.88 m      | Erika Kinsey         | 1.88 m      |
| Salto triplo           | Shanieka Ricketts | 14.45 m     | Victoriya Prokopenko | 13.96 m     | Dovilė Kilty         | 13.95 m     |
| Lancio del disco       | Sandra Perković   | 70.83 m     | Whitney Ashley       | 62.91 m     | Nadine Müller        | 62.58 m     |
| Lancio del giavellotto | Elizabeth Gleadle | 63.40 m     | Sara Kolak           | 61.86 m     | Tatsiana Khaladovich | 61.74 m     |